# Euripus lucasioides
Euripus lucasioides är en fjärilsart som beskrevs av Semper 1887. Euripus lucasioides ingår i släktet Euripus och familjen praktfjärilar. Inga underarter finns listade i Catalogue of Life.